# Deadly Alliance
Pour plus de détails, voir Fiche technique et Distribution.
Deadly Alliance est un thriller américain réalisé par Paul S. Parco et sorti en 1982.

## Fiche technique
- Titre original : Deadly Alliance
- Réalisation : Paul S. Parco
- Scénario : Mark L. Morris
- Musique :
- Photographie : Mark L. Morris
- Montage :
- Décors :
- Costumes :
- Production : Mark L. Morris et Paul S. Parco
- Sociétés de production :
- Société de distribution : Continental Video
- Pays de production :  États-Unis
- Langue originale : anglais
- Format : couleur — 2,35:1
- Genre : Thriller
- Durée : 90 minutes
- Dates de sortie :
  - États-Unis : 14 janvier 1982

## Distribution
- Mike Lloyd Gentry : Mitch Harvey
- Anthony de Fonte : Salvatore Sorrento
- Michele Marsh : Michelle Harvey
- Walter Prince : Jack Clother
- Kathleen Arc : Suzie Wellmin
- Hugh Gillin : M. Danngers
- John Kerry : Jeff
- Crane Jackson : Giovanni
- Maggie Roswell : Mme Trenton
- Joe Stone : Sénateur Bates